# 李亞軒
李亞軒（1995年7月20日—）是臺灣的女子網球運動員。

## 外部連結
- 李亞軒在Women's Tennis Association（英语）
- 李亞軒在International Tennis Federation（英语）
- 李亞軒在Billie Jean Cup（英语）
- 李亞軒在tennisabstract.com（英语）